# Programa de Ocupación para Jefes de Hogar
El Programa de Ocupación para Jefes de Hogar (POJH) fue un programa de empleos municipales en Chile creado en octubre de 1982, durante la dictadura militar del general Augusto Pinochet. Tenía como fin el ayudar a las familias más necesitadas, dando trabajo a los desempleados debido a la crisis económica por la que atravesaba el país, que elevó la tasa de desempleo a un 20 % aproximado de la fuerza laboral. En mayo de 1983, el POJH empleó a aproximadamente 100.000 trabajadores en el área del Gran Santiago. El programa se caracterizaba por los bajos sueldos y por la ineficiencia y pérdida de tiempo durante las faenas, lo que era objeto de burlas y chistes en la época. Los principales trabajos a los cuales se abocaban los beneficiados por el programa eran tareas como limpieza de plazas, pintado de muros, entre otros.
En noviembre de 1983 fue el momento de mayor cantidad de beneficiarios de este programa con 228 491 personas. En 1984 el POJH llegó a emplear 207 639 personas.
Otro programa ya existente era el Programa de Empleo Mínimo (PEM), creado en 1975, como parte del llamado «Plan Laboral», creado por José Piñera Echenique, ministro de Trabajo y Previsión Social, y de Minería, entre diciembre de 1978 y diciembre de 1981.
El Programa fue finalizado en diciembre de 1988, cuando se consideró que la economía del país estaba normalizada.